# Hank Levy
Henry J. „Hank“ Levy (* 27. September 1927 in Baltimore; † 18. September 2001 ebenda) war ein US-amerikanischer Komponist und Baritonsaxophonist, der in der Jazzszene vor allem wegen seiner Songs und Arrangements bekannt ist.
Levy ging auf das City College seiner Geburtsstadt und studierte am College of William and Mary, dem Peabody Conservatory, der Catholic University of America und der Towson University, wo er die Doktorwürde erhielt. Während seines Militärdienstes in den späten 1940er-Jahren war er auf der Navy School of Music. 1953 wurde er als Baritonsaxophonist Mitglied des Stan Kenton Orchestra. Anschließend war er als Arrangeur für die Band tätig, arbeitete aber während der 1960er-Jahre auch für Sal Salvador und Don Ellis. Er war an der Verwendung ungerader Metren wie 5/4, 7/4, 9/4 oder 13/8 ebenso interessiert wie daran, unübliche Harmonien und Klangfarben einzuführen. Seine Kompositionen gelten als schwierig zu spielen.
Hank Levy schrieb auch eine Reihe großformatiger Kompositionen, wie z. B. sein Opus for Overextended Jazz Ensemble, das 1971 vom Baltimore Symphony Orchestra uraufgeführt wurde. Er war Gründer und über einen längeren Zeitraum der Leiter der Jazzstudien an der Towson University.